# 杉之原みずき
みいちゃん（2007年〈平成19年〉8月13日  、本名：杉之原 みずき(すぎのはら みずき)）は、教育活動家：杉之原千里 の次女であり、日本のパティシエ（インクルーシブ・カルチャーアーティスト）。発達障害（自閉スペクトラム症）と場面緘黙症、さらに緘動（かんどう）と呼ばれる、自分の意思で身体を動かせなくなる症状を併せ持つ。家庭外での発話は難しく、家族以外と直接会話することは困難であるが、ケーキ作りなど非言語的な創作活動を通じて、自分自身の想いを社会に伝えてきた。

## 略歴
滋賀県生まれの双子。母：杉之原千里。生まれつき不安傾向があり、幼少期から家庭外での発話や行動に困難を抱える。特に不安場面では身体が動かなくなる「緘動（かんどう）」の症状が顕著で、学校生活にはなじめず小学4年生で不登校となる。
家庭内では豊かな感性と創造力を発揮し、母親とのお菓子作りを通して自己表現を行っていた。独学でスイーツ作りを学び、2020年、小学6年生で「みいちゃんのお菓子工房」をオープン。自閉症の小学生が店長兼パティシエを務めてケーキ店を運営したことが、全国的な反響を呼び、社会的共感と支持を集めた。
活動はケーキ店の運営にとどまらず、子どもたちへのスイーツ体験教室や、福祉・教育・アート分野との連携イベントへと拡大。2025年には大阪・関西万博のEXPOステージに出演し、EXPO VISIONでのドキュメンタリー映像にも採択され、上映された。
「声ではなく、行動や作品を通して語る」というスタイルが、国内外のメディアに注目され、社会的・教育的なインパクトを与えている。

## メディア出演
- フジテレビ『Live News イット!』
- 日本テレビ『news every.』
- NHKEテレ『特番ファミリールール』[5]
- TBS『THE TIME,』
- MBS『特集ニュース』
- NNN『NNNセレクション』
- 関西テレビ『newsランナー特集』[6][7][8]
- 読売テレビ『かんさい情報ネットten.』[9]
- NHK BS1『特集』
- TBS『JNNドキュメンタリー ザ・フォーカス』[10]
- 映画「魔法を使うおんなの子」(2022年) - 鬼姫役で出演[11]

## メディア掲載
- 内閣府官邸SNS海外発信（2023年）
- 朝日新聞[13]、読売新聞、中日新聞、産経新聞[14][15]、毎日新聞、毎日小学生新聞、毎日中高生新聞
- AERA、講談社[16][17]、STORY、女性自身[18][19] 、海外建築サイト[20]、香港育児雑誌[21]
- そのほか[22][23][24]
- 薬師丸ひろ子 ハート・デリバリー（ニッポン放送）
- KBSラジオ　他
- メタバース活動歴（Shining children）[25][26]

## 受賞歴
- 2020年 グッドデザイン賞 金賞
- 2023年 ヒューストン国際映画祭 金賞（ドキュメンタリー『みいちゃんのお菓子工房〜場面緘黙症 少女の夢〜』）
- 2023年 ニューヨークフェスティバル 銀賞[27]
- 2023年 LUX Restaurant and Bar Awards 2024受賞

## 出版
- 『みいちゃんのお菓子工房 12歳の店長兼パティシエ誕生～子育てのアンラーニング～』（PHPエディターズ・グループ、2024年、ISBN 978-4910739458） - 母親の杉之原千里によるノンフィクション著作[28]